# Nyctia lugubris
Nyctia lugubris är en tvåvingeart som först beskrevs av Macquart 1843.  Nyctia lugubris ingår i släktet Nyctia och familjen köttflugor.
Artens utbredningsområde är Algeriet. Inga underarter finns listade i Catalogue of Life.